# Nyami Nyami

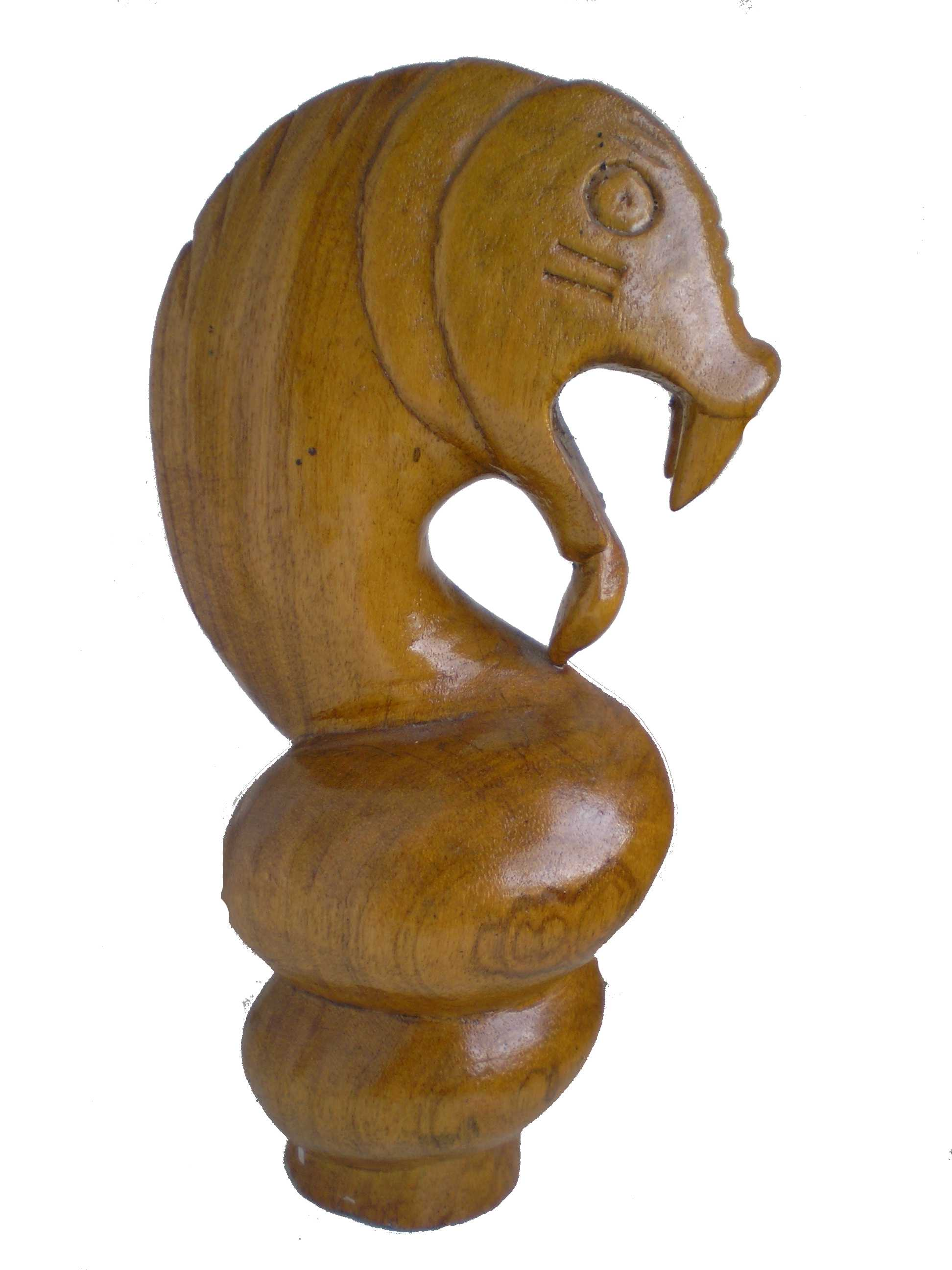
Schnitzerei des Nyami Nyami

Nyami Nyami, auch bezeichnet als Gott des Zambezi-Flusses oder Zambezi-Schlangengeist, ist eine der wichtigsten Gottheiten des Volkes der Tonga, welches mehrheitlich auf der Nordseite des Zambezi, in Sambia, aber auch auf der Südseite des Flusses in Simbabwe lebt.

## Bedeutung
Nyami Nyami wird gewöhnlich als männliche Figur dargestellt, die das Volk der Tonga beschützt und ihm Halt in schwierigen Zeiten gibt. Seine äußere Form ist eine Schlange, die den Kopf eines Fisches besitzt. Der Gott hatte laut seiner Geschichte dafür gesorgt, dass die Tonga jahrhundertelang, abgeschlossen von der Welt, am Flussufer des Zambezi ein gutes Leben führen konnten. Er sorgte dafür, dass genügend Wasser für die Bewässerung der Felder und genügend Fische im Fluss vorhanden waren. Eine Verbindung zum Gott und seiner Gemahlin, die beide in der Unterwelt in der Kariba-Schlucht wohnten, fand durch die Stammesältesten statt. 
Diese Idylle änderte sich erst, als mit der Planung und dem Bau der Kariba-Talsperre in den 1950er Jahren die alten geistigen Beziehungen gestört wurden. Die Einheimischen führten die Überflutungen ihres Landes und die Todesfälle auf den Baustellen auf den Einfluss des Wassergeistes zurück. Heute sind die Tonga der Meinung, dass sich Nyami Nyami aus der Welt der Menschen zurückgezogen habe.

## Heutige Bedeutung
Die Tonga wurden von den steigenden Wassern des Stausees vertrieben und siedeln heute in höhergelegenen Gebieten in der Nähe des Wassers. Einige von ihnen hoffen, dass Nyami Nyami sie eines Tages an die alten Wohnorte zurückführen wird. Darstellungen des Wassergottes als Anhänger, aus verschiedensten Materialien gearbeitet, und Spazierstöcke mit Knaufen in Schlangenform mit Fischkopf sind heute eine Möglichkeit, durch den Verkauf an Touristen etwas Bargeld einzunehmen zu können.

## Musik
In den 1980er Jahren wurde eine Band in Zimbabwe bekannt, die den Namen Nyami Nyami Sounds trug und aus Mitgliedern der Shona-Nation bestand.